# Марина Петрівна Романова
Марина Петрівна Романова (рос. Марина Петровна Романова), (28 лютого (11 березня) 1892 —  15 травня 1981) — княжна імператорської крові з дому Романових, донька великого князя Російської імперії Петра Миколайовича та чорногорської княжни Міліци Негош-Петрович, дружина князя Олександра Миколайовича Голіцина. Художниця, ілюстраторка. Учасниця виставки російських художників у паризькій галереї d'Alignan у 1931 році.
У 1915—1917 роках працювала сестрою милосердя. Залишила Росію у квітні 1919 року, відпливши на лінкорі «Мальборо» до Європи разом із батьками, сиблінгами та іншими членами дому Романових. Більшу частину життя провела у Франції.

## Біографія

### Ранні роки
Народилась 11 березня 1892 року у Ніцці. Стала первістком в родині великого князя Петра Миколайовича та його дружини Міліци Чорногорської, з'явившись на світ на третій рік після їхнього весілля. Батько мав слабкі легені, тож родина багато часу проводила за кордоном, у більш сприятливому кліматі.

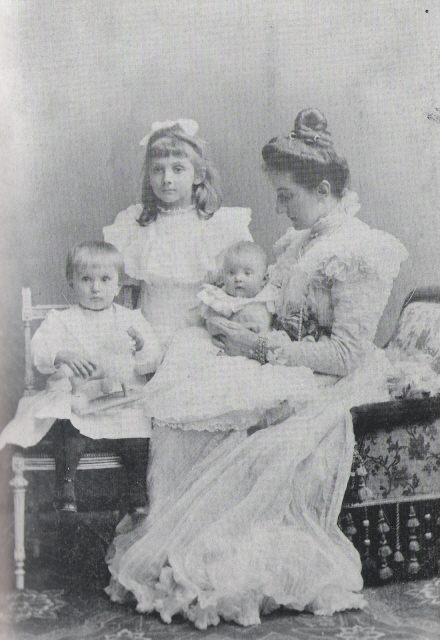
Світлина Марини із матір'ю та сиблінгами, близько 1898 року

Шлюб батьків був щасливим, сімейне життя протікало спокійно. Петро Миколайович через стан здоров'я залишив у 1895 році військову службу; його справжнім покликанням виявились живопис та архітектура. Матір, уроджена чорногорська княжна, з дитячого віку мешкала у Росії й отримала добру освіту у Смольному інституті шляхетних дівчат. Красива й товариська, вона вирізнялася тягою до знань. Російська мова стала для неї другою рідною, також вільно володіла французькою і навіть знала фарсі. До того ж чудово малювала, що дозволяло їй поділяти інтереси чоловіка.
Наступного року після народження доньки Петро Миколайович придбав 13 десятин землі у кримському селищі Кореїз. За його власним ескізом там був зведений палацовий комплекс Дюльбер у неомавританському стилі. До закінчення будівництва сімейство поповнилося сином Романом, а двійнята Надія та Софія народилися вже у новому палаці. Софія, однак, померла невдовзі після народження.
Зазвичай сім'я проводила у Криму кілька місяців на рік. Часто навідували бабусю Олександру Петрівну, яка була черницею у Покровському монастирі Києва. Відносини Петра Миколайовича з матір'ю протягом всього життя залишалися надзвичайно теплими. Зрідка навідували свій маєток Знаменка у Петергофі. Збереглася згадка про «дачний візит» родини великого князя до купця М. Коншина в селі Ромоданово біля Калуги у вересні-жовтні 1893 року.
Втім, переважну більшість часу сімейство проводило за кордоном, здебільшого у приморських містах. Матір часто подорожувала Європою сама, часто буваючи і в Чорногорії. Батько залишався вдома з дітьми, грав з ними, згодом розповідаючи про них Міліці кумедні історії в листах.
За спогадами великого князя Олександра Михайловича, батько Марини був сором'язливою мовчазною людиною, навіть розмови за сімейним столом підтримувалися його дружиною. Міліца Миколаївна, навпаки, була дуже активною не лише у світському, а й у політичному житті, як і її сестра, всіляко лобіюючи чорногорські інтереси перед імператором. 
Анастасія Чорногорська у 1907 році одружилася з рідним братом батька дівчини, Миколаєм. Обидві сім'ї скріплювала не лише подвійна спорідненість, а й тісна дружба. Як свідчив генерал О. О.Мосолов, їхні палаци були центрами обміну думками з міжнародних питань. Також великі княгині мали найвідоміші у Петербурзі світські салони окультизму.
Через дану діяльність вище суспільство ставилося до сестер переважно несхвально. Міністр фінансів Вітте, через якого проходили постійні клопотання княгинь щодо грошових субсидій для батьківщини, називав їх «чорногорка №1» та «чорногорка №2».
Однак Міліца та її сестра були, наприклад, дуже близькими до імператриці Олександри Федорівни до кінця 1910-х років. Саме вони познайомили монархиню з Нізьє Філіпом, котрий передрік народження цесаревича, а згодом — із Григорієм Распутіним. 
Марина отримала домашню освіту, брала приватні уроки у помічника Рєпіна — Дмитра Кардовського. Її брат Роман свідчив, що сестра мала справжній талант до малювання. Дівчину змальовували як красиву, набожну та дуже релігійну. Велике значення для неї мав духівник імператриці Іван Кронштадський, який, за твердженням Марини, зцілив її від хвороби. 
В Дюльбері вона віддавала перевагу так званій «блакитній вітальні», розташованій у південно-східній частині палацу, де полюбляла приймати родичів і друзів. Восени 1913 року організувала в маєтку костюмований бал, умовою присутності на якому було самостійно сшитий костюм, а не взятий напрокат.

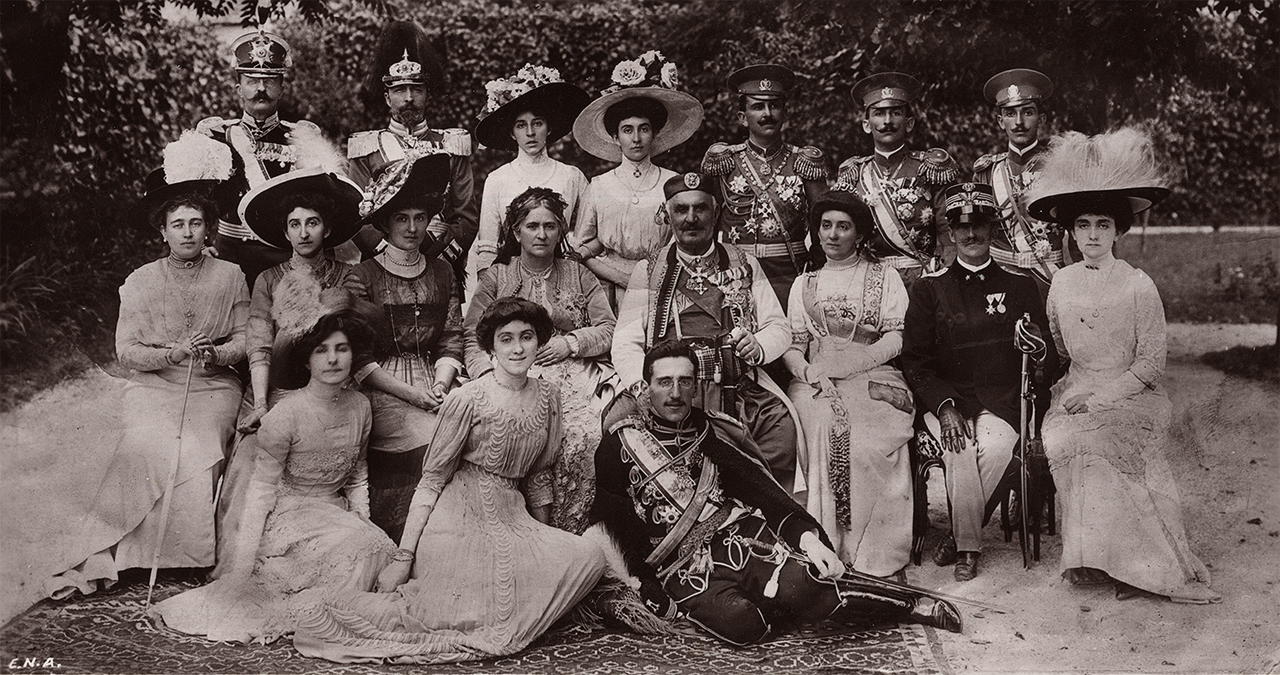
Княжна Марина (сидить у нижньому ряду в центрі) у колі чорногорської родини, 28 серпня 1910

Велика княгиня Марія Павлівна пропонувала дівчину як наречену для герцога де Монпансьє, однак проект залишився не реалізованим. Фердинанд одружився з іспанською маркізою та помер молодим, не залишивши нащадків.
У серпні 1910 року дід Марини з материнського боку, Нікола I Петрович, проголосив князівство Чорногорія королівством і став його першим королем. Родини Міліци та Анастасії прибули до Цетинє поздоровити його з прийняттям титулу. Після завершення візиту великокняжі сім'ї морем дісталася Фіуме, звідки інкогніто вирушили до Відню.

### Перша світова війна та революція
Із початком Першої світової війни княжна пройшла медичну підготовку й отримала спеціалізацію медсестра-інструменталіст, протягом усієї війни відповідаючи за стерилізацію хірургічних інструментів. У 1914—1915 роках, разом із сестрою, матір'ю та тіткою мешкала у Києві. Деякий час, разом із Надією, працювала у Київському лазареті. Генерал-майор Олександр Спиридович писав у своїй книзі «Велика війна та Лютнева Революція 1914-1917 років»:
|  | Пройшли до лазарету. Там, коло поранених ті, хто багато працювали: Княжна Олена Георгієвна Романовська, герцогиня Лейхтенберзька (від першого шлюбу В. К.), Марина Петрівна та Надія Петрівна. Лазарет справив дуже добре враження. Красиво, затишно. |

Після призначення великого князя Миколая Миколайовича намісником Кавказу у другій половині 1915 року, уся родина Петра Миколайовича, аби підтримати його, також від'їхала до Тифлісу. Марина у середині жовтня 1916 року працювала рядовою сестрою у шпиталі Червоного Хреста в Трабзоні, про що свідчив у своїх мемуарах протопресвітер Російської армії Георгій Шавельський. Там же вона зустріла звістку про революцію у лютому наступного року. Невдовзі приєдналася до родини в їхньому маєтку Дюльбер. Перший час користувалася напівсвободою й подорожувала Кримом, збираючи місцеві казки та легенди й малюючи людей і пейзажі. Її сестра Надія того року взяла шлюб із князем Миколою Орловим.

Проте у вересні 1917 майже всі Романови вже перебували на положенні заарештованих. Більша частина членів родини мешкала в маєтку Ай-Тодор, сімейство великого князя Миколая Миколайовича — в маєтку Чаїр, сім'я Петра Миколайовича продовжувала залишатися в Дюльбері. Разом із ними знаходився генерал Олексій Іванович Сталь із доньками, який состояв при великому князеві з 1905 року, завідуючи його двором.

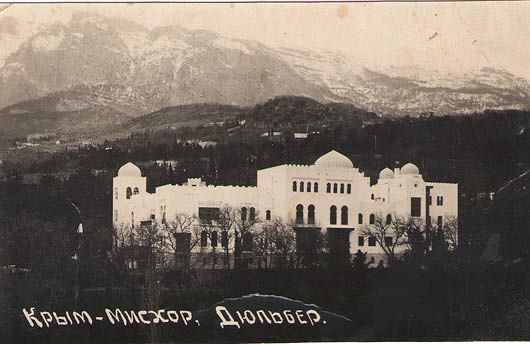
Маєток Дюльбер

У лютому 1918 року всі Романови, які мешкали у Криму, були переведені до маєтку Петра Миколайовича. Рішення було мотивоване тим, що у разі спроб самосуду над ними даний палац стане надійнішим захистом, що згодом виявилося правдою. Там вони також знаходилися під вартою. Фелікс Юсупов згадував у мемуарах:
|  | У Дюльбері до бранців нікого не впускали. Відвідувати їх дозволили лише дворічній дочці нашій. Донька стала нашою листоношою. Няня підводила її до воріт, і малятко входило, проносячи з собою листи, підколоті шпилькою до її пальтеця. Тим же шляхом надсилалася відповідь. Дарма що мала, жодного разу не сдрейфіла. Таким чином ми знали, як живуть бранці. Годували їх погано та мізерно. Кухар Корнілов, згодом господар відомого паризького ресторану, намагався, як міг, варив борщ із сокири. Найчастіше були суп гороховий та чорна каша. Тиждень харчувалися ослятиною. Ще одну – козлятиною. |

 Аби відволіктися від реальності, діти та молодь збиралися разом, заучували театральні ролі та ставили п'єси.
Навесні 1918 року півострів був захоплений німцями, а члени імператорської родини звільнені. Для уникнення ексцесів німці встановили біля місць проживання Романових власний караул. Втім, після Листопадової революції того року їхні війська були виведені з Криму. Натомість, за розпорядженням генерала Денікіна, був сформований загін чисельністю більше 200 осіб, очолюваний полковником Федотьєвим, на який була покладена охорона членів імператорської родини і який виконував свої функції до їхнього відплиття за кордон. Життя для Романових повернулося у відносно звичайне русло, знову організовувалися пікніки, ігри в теніс та інші розваги.

### В еміграції
11 квітня 1919 року на британському дредноуті «Мальборо» члени родини Романових, серед яких була і Марина, залишили Крим. На борту велика княжна виконувала функції перекладача та допомагала із сортуванням багажу. Перший лейтенант корабля Френсіс Прідгем змальовував її як високу красиву дівчину, яка діяла дуже компетентно.
Родини великих князів Миколи та Петра Миколайовичів дісталися до Прінкіпо, де 16 квітня пересіли на корабель «Лорд Нельсон», і висадилися в Генуї. Певний час вони жили у королеви Італії Олени Чорногорської. У 1922 році переїхали на південь Франції, до Антібу, де, на кошти від продажу перлів, придбали віллу Тенар. За свідченням Романа Петровича, сімейства  «приїхали лише з тим, що було на них надіте». Обидві родини жили разом до липня 1923 року, після чого родина Миколая Миколайовича переїхала до замку Шуаньї в Сантені.
На новій батьківщині Марина Петрівна займалася літературною діяльністю. У 1926 році в Парижі тиражом у 126 екземплярів вийшла її книжка «Принцеса Ненекеджан» (Кримсько-татарська легенда) (фр. «La Princesse Nenekdjân» (Légende Tartare de Crimée)). Твір являв собою поетичну переробку легенди про кохання доньки хана Тохтамиша та хана Ногайського. Видання прикрашали чотири ілюстрації, розфарбовані самою авторкою, в техніці пошуар.
Представник роду Волконських, який зустрічався із княжною у Франції, описував її як струнку жінку дуже високого зросту, дуже представницьку, з надзвичайно великими та виразними очима, вдягнену просто та елегантно.

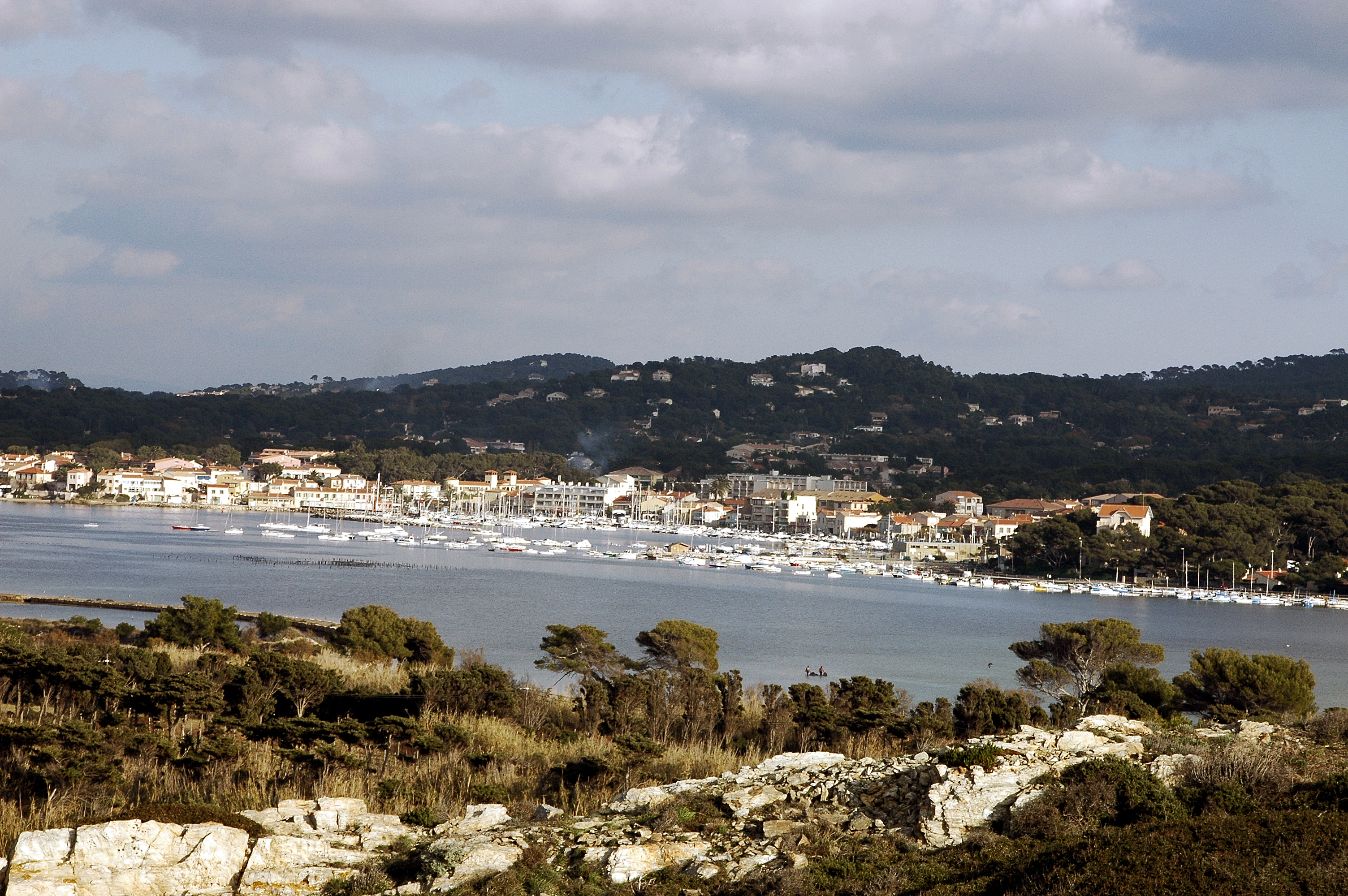
Місцина, в якій мешкала Марина Петрівна у Франції

У віці 34 років Марина взяла морганатичний шлюб із 41-річним князем Олександром Голіциним. Наречений був середнім сином колишнього голови Ради міністрів Російської імперії Миколи Голіцина, розстріляного більшовиками. Вінчання пройшло 4 лютого 1927 в Антібі. Оселилися молодята у селищі Сі-Фур-ле-Плаж у будинку, купленому на весільний грошовий подарунок від італійської монаршої пари. Нова оселя отримала назву фортеця Голіциних (фр. Bastide Galitzine). Житло розташовувалася на схилі гори, звідки відкривалася чудова панорама Середземного моря. Поруч княжна власноруч збудувала маленьку православну каплицу, яка вміщувала до тридцяти осіб. Дітей у подружжя не було. 
Будучи дуже обмеженими матеріально, пара жила на пенсію в розмірі 500 франків в квартал, які їм надсилала італійська королівская сім'я. Згодом придбали невелику автівку Citroën 2CV аби їздити за покупками до селища. Коли Голіцини кудись йшли, то часто забували замикати двері на ключ, і жодного разу не були пограбовані. Марина зауважувала на це старовинним прислів'ям фр. «Dieu protege les innocents» — «Бог зберігає невинних».
Після перемоги у Франції лівих сил на парламентських виборах 1936 року, побоюючись комуністів, родина близько року мешкала в містечку Азоло поблизу Венеції. У 1939 року вони відвідали Литовську республіку, однак із оголошенням війни повернулися на південь Франції. Під час Другої світової їм дозволило вижити вирощування курей і кіз на своїй фермі.
В шлюбі Марина Петрівна продовжувала займатися літературою, а також науковою діяльністю. Працювала над антологією старовинних провансальських балад і різдвяних колядок під назвою «Священна ніч» («La Sainte nuit»), яка була видана тиражом 150 екземплярів у 1951 році, також з ілюстраціями авторки. Наукова діяльність полягала в розробці нового виду електронної апаратури — плоского екрану для телевізора, який не спотворював зображення на екрані. Княгиня резюмувала, що витрачала більше часу на переговори з адвокатами та фахівцями з патентного права, ніж на саму розробку. Разом з тим, для покращення матеріального становища, пара продовжувала розводити курчат, чистокровних собак, а також вирощувати виноград для виготовлення вина. Втім, незнання предмета робило їх не надто успішними в цьому.
Жертвувала картини, вази та інші цінні предмети для благодійних лотерей на користь російських емігрантських організацій. З 1957 року була членом Жіночого об'єднання при Кубанському об'єднанні у Франції.
Втратила чоловіка у березні 1974 року. Наприкінці 1970-х не стало її брата Романа, який більшу частину життя провів в Італії. В останні роки життя Марина зв'язок із членами дому Романових не підтримувала. Померла 15 травня 1981 у Сі-Фур-ле-Плаж. Була похована на Російському цвинтарі Кокад у Ніцці.

## Нагороди
- Великий хрест ордену Святої Катерини (Російська імперія) (3 січня 1912).